# Milanino
Il Milanino (Milanin in dialetto milanese, AFI: [ˌmiːlaˈnĩː]) è un quartiere giardino della città metropolitana di Milano, ideato nel 1906 e realizzato a partire dal 1912 nell'allora Comune di Cusano sul Seveso, in seguito ribattezzato "Cusano Milanino" (1915).
Nel 2012 le Poste Italiane hanno celebrato il centenario dell'inizio della costruzione indicando il Milanino come la prima Città Giardino d'Italia.

## Geografia fisica
Il Milanino costituisce parte della conurbazione dei centri a nord di Milano, dove le aree edificate di Cormano, Cusano, Cinisello, Balsamo, Paderno, Sesto San Giovanni e Bresso si estendono senza soluzione di continuità.

## Storia

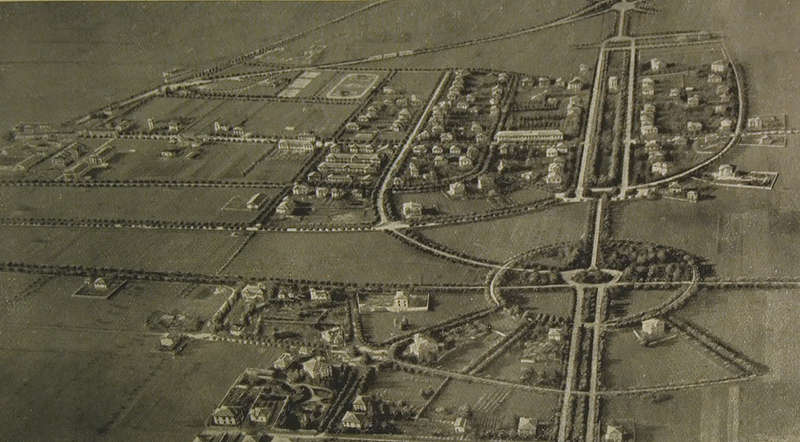
Panoramica del Milanino

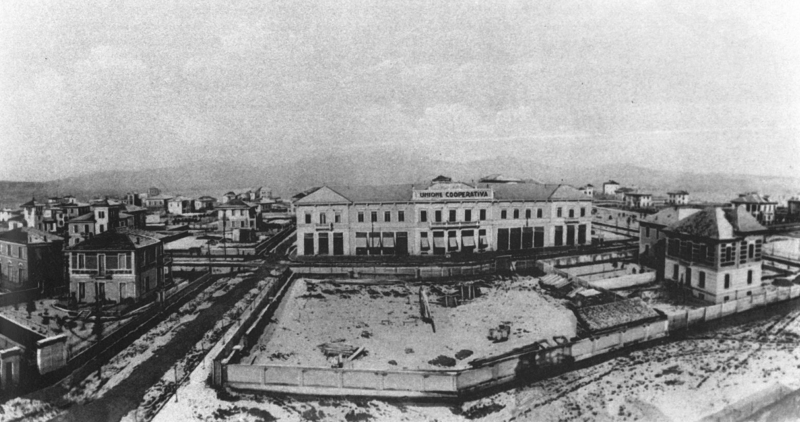
Ripresa del Milanino, intorno al 1910

Il Milanino fu ideato nel 1906, su modello delle città-giardino realizzate in Inghilterra presso Londra (Letchworth e Welwyn).
Promotrice dell'iniziaiva fu l'Unione Cooperativa di Luigi Buffoli; il progetto del quartiere, incentrato su un ampio asse alberato rettilineo (attuale viale Buffoli) e su sinuose strade residenziali, fu curato dall'ing. Giannino Ferrini.
La costruzione fu iniziata nel 1912, ma incontrò dapprima le difficoltà dello scoppio della guerra, poi del clima non favorevole alla cooperazione. Si trascinò, pertanto stancamente fino alla seconda guerra mondiale; i motivi dell'insuccesso del progetto furono la difficoltà di collegamenti con Milano, successivamente rimediati con la costruzione di una variante della tranvia Milano-Carate/Giussano a fianco del quartiere stesso con una diramazione lungo viale Cooperazione, e la mancanza di attrattività del luogo e del quartiere stesso.
Nel 1943 vaste aree ancora inedificate del quartiere furono acquistate dal comune di Milano per realizzarvi casette per gli sfollati dei bombardamenti, ma anche questa iniziativa non ebbe alcun successo.

## Infrastrutture e trasporti

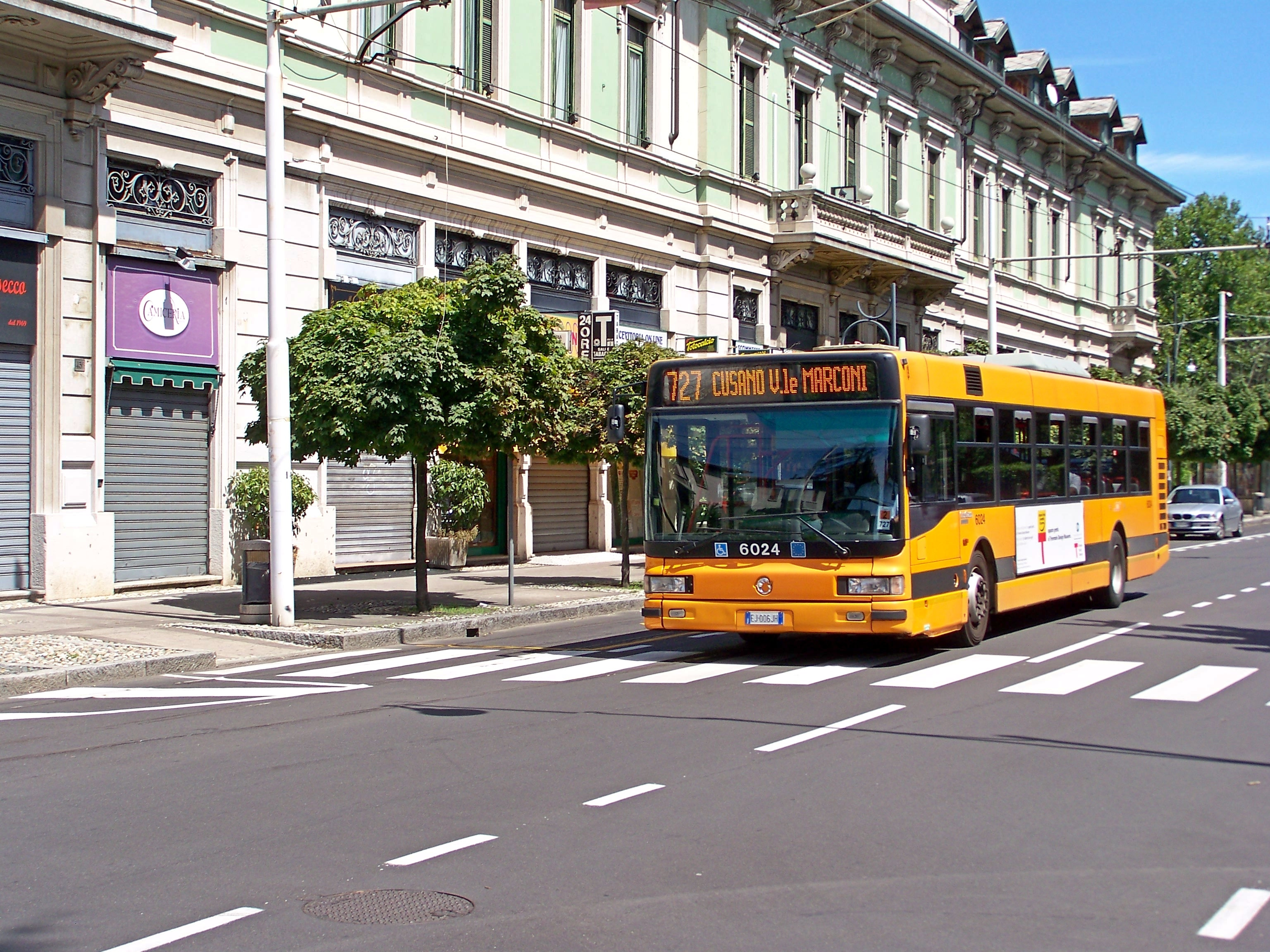
Un autobus della linea 727 in transito sul dismesso raddoppio terminale della Cusano–Milanino

Il Milanino è lambito a ovest dalla strada provinciale 9 Vecchia Valassina che collega Milano (Piazzale Maciachini) a Giussano.
Il quartiere non è servito da linee metropolitane o ferroviarie.
Alcune autobus, gestite da ATM, collegano il Milanino ai quartieri limitrofi e a Milano.
Prima ancora della sua fondazione, dal 1890 al 1918 il Milanino era attraversato dalla Tranvia Cusano-Cinisello-Monza, gestita dalla Lombardy. Sospeso il servizio, tuttavia l'armamento della linea fu mantenuto per diversi anni e la concessione fu ceduta nel 1924 alla Società Trazione Elettrica Lombarda (STEL). Nell'ambito del rinnovo della Tranvia Milano-Carate/Giussano, la società lombarda ritenne necessario riattivare un servizio tra Cusano e il Milanino. Con il Regio Decreto 1º maggio 1930, n° 681, la STEL ottenne la concessione per ricostruire, in trazione elettrica a 600 volt in corrente continua, il tronco fra i due quartieri. Furono quindi rimossi i binari in sede promiscua della vecchia tranvia, mentre la nuova fu posta in sede separata, affiancata all'attuale viale della Cooperazione, quindi a nord del percorso originario. Il servizio venne aperto il 15 maggio 1931 e rimase attivo fino al 18 aprile 1999.

Il Milanino è sempre stato, poi, lambito dalla tranvia interurbana Milano–Carate, che percorreva la provinciale Valassina. Nel 1926 fu attivata una breve variante di tracciato per servire meglio la parte nord del quartiere. A partire dal 30 settembre 2011, questa tranvia interurbana è stata soppressa.